# Rejon krasninski (obwód smoleński)
Rejon krasninski (ros. Краснинский район) – rejon w Rosji, w obwodzie smoleńskim ze stolicą w Krasnym. Od zachodu graniczy z Białorusią.

## Historia
Ziemie obecnego rejonu krasninskiego w latach 1508–1654 (z pewnymi przerwami) znajdowały się na terenie województwa smoleńskiego, w Rzeczypospolitej Obojga Narodów. Od 1654 w granicach Rosji.
Po raz pierwszy Krasnyj stał się stolicą powiatu w 1776. W XIX w. dominowała tu ludność białoruska.

## Podział administracyjny
Na mocy uchwały obwodu smoleńskiego z dnia 1 grudnia 2004 roku w skład rejonu wchodzi 1 osiedle miejskie (Krasninskoje) i 3 osiedla wiejskie (Gusinskoje, Malejewskoje, Mierlinskoje).